# 澳人食住遊
心出發·遊澳門和澳人食住遊，前者於2020年推出，後者於2021年和2022年推出，由澳門特別行政區政府旅遊局統籌、澳門基金會資助的本地遊活動。目的是為了能舒緩因COVID-19疫情對澳門帶來的影響，逐步恢復澳門旅遊業活動，配合整體經濟復甦計劃。 其中心出發·遊澳門分有三個階段︰
其中心出發·遊澳門分為三期，第一期本地社區遊及休閑遊︰第二期︰增加更多本地社區遊及休閑遊項目（取代澳門人住酒店計劃）；第三期︰橫琴遊（後因中央政府仍未能批准跨境組團旅遊而取消）。

## 概況
「心出發·遊澳門」本地遊項目於2020年6月17日正式推出，澳門居民可前往加入計劃的旅行社門店報名參加從6月22日至9月30日期間出發的本地遊路線，每人每次參團可獲津貼280澳門元，津貼上限為560澳門元。澳門特區政府期望「心出發·遊澳門」項目能逐步恢復澳門旅遊業活動，配合整體經濟復甦計劃。
在2021年4月26日至12月31日，政府再次推出計劃，並改由澳人食住遊取代。
2022年1月23日，澳門特別行政區政府旅遊局宣佈“澳人食住遊”項目將延續至2022年8月31日，所有澳門居民可享用本地遊及酒店體驗的優惠。2022年的優惠與2021年相同，去年已享受優惠的澳門居民亦可於2022年1月29日至8月31日期間再次參與，並享用優惠體驗本地旅遊及酒店住宿。 2022年8月30日，旅遊局宣佈「澳人食住遊」本地遊及酒店體驗的活動期延長至同年12月31日。

### 目的
澳門旅遊局副局長程衛東稱，推出居民「心出發·遊澳門」計劃，旨在逐步恢復已停頓近半年的澳門旅遊業。在維持旅行社、導遊、旅遊巴司機及從業人員生計的同時，惠及傳統社區的中小企業，進一步推動旅遊業及相關行業復甦。促進旅遊業界推出新產品、新路線，為澳門居民提供更經濟實惠的旅遊計劃，讓本地居民認識社區、旅遊產品的新發展。

### 統籌
「心出發·遊澳門」是由澳門旅遊局統籌、澳門基金會資助；並由澳門旅行社協會、澳門旅遊商會及澳門旅遊業議會組成工作小組承辦。工作小組負責項目管理，並統一進行採購、開發產品、定價及品質管理等工作，在計劃實施期間協調各旅行社提供車輛、司機及導遊等資源，同時進行整合餐廳及景點的工作。

### 路線
2020年推出的「心出發·遊澳門」路線共15條，出發地點安排在澳門的外港客運港澳碼頭、氹仔北安碼頭，其中包括六條「社區遊」，設有深度遊、歷史足跡、VR體驗、陽光海上遊、體驗綠色能源、參觀澳航運營中心等路線。社區遊的參與者將獲發一百元用餐券，到社區的參與店舖用餐，以支持餐飲中小企。九條「休閒遊」設有海陸空之旅、多間娛樂場探秘之旅、奇幻視角世界之旅及美食之旅、農場生態遊等，休閒遊將會在綜合度假村內用餐。每團的團費包含觀光、餐費、導遊、保險等。7月22日開始增加10條路線，其中7條為社區路線，3條為休閒路線。目的是為了發掘更多新旅遊路線，增加配額及吸引力；回應市民訴求，加入世遺、產業、攝影等路線；結合民間盛事活動，增加夜遊及美食路線。
2021年推出的「澳人食住遊」路線於4月初期推出時只有6條路線，4至6月及9至12月期間逢週末及公眾假期出團，計劃7至8月暑假期間增至每日出團。在首階段以本地主題深度遊路線為主，除保留直升機體驗外，其中路線設計更特別加入“旅遊+文化”、“旅遊+體育”、“旅遊+生態”等新亮點。同樣本地主題深度遊參與者將獲發一百元用餐券，到社區的參與店舖用餐，以支持餐飲中小企。 2021年6月16日，旅遊局於次階段新增15條路線，但只保留首階段4條路線包括直昇機、九澳遊、VR體驗和參觀大賽車博物館，新增15條路線包括5條親子遊路線、高空飛索及室內跳傘體驗、紅色旅遊路線和海上遊路線等。
2022年“澳人食住遊”的本地遊活動推出15條路線，其中包括休閒路線、親子路線、探索路線、遊船路線及首次推出的感受澳門無限式自選路線。工作小組參考過往經驗，保留如“感受澳門海陸空之旅”等受歡迎路線，又從去年設計的行程中選取大家喜愛的景點/活動再重新整合路線，當中包括九澳聖母村、澳門大賽車博物館、VR體驗/名人蠟像館、高空飛索（ZIPCITY）及室內跳傘（GoAirborne）體驗等。此外，又持續挖掘新元素加入行程路線，其中有乘搭海上遊船隻穿梭澳門媽閣及路環碼頭、在科學館觀看全新球幕電影、參與親子魔術工作坊、欣賞澳門歷史故事專題片、到全城熱捧的自助餐廳大朵快頤等，增加本地遊的吸引力。 同時旅遊局於同年2月恢復舉辦三場澳門農曆新年煙花表演，增加2條春節限定路線包括觀光船上看和主教山上看其中三場的煙花表演。2022年4月下旬，「澳人食住遊」推出多十二條路線，包括期間限定的無人機主題路線，另外六條為夜遊及品嚐美味佳餚路線，分別於該年4至6月期間出團。
2022年9月至12月期間現有的12條路線已開始接受報名，當中有涵蓋休閒、親子、刺激體驗及文化藝術等元素供選擇，稍後亦會增加其他路線。此外，適逢第10屆澳門國際旅遊（產業）博覽會舉行，將於9月23至25日增加期間限定的旅博會主題路線，以28澳門元的優惠價帶團友參與旅博會，行程還包括龍環葡韻、路氹歷史館及官也街等。團友將於出團當日獲發100澳門元餐飲卡自由用餐。

### 費用
「心出發‧遊澳門」原價介乎 298 - 418 澳門元。津貼後價格介乎 18 - 138 澳門元。直昇機團原價為 678 澳門元。津貼後價格 398 澳門元。
「澳人食住遊」津貼後價格介乎28至518澳門元之間，當中已包含觀光、導遊及保險費用。

### 參加
為了支持區內中小企，首次報團的澳門特別行政區永久性居民身份證持證人及非永久性居民身份證持證人可任意選擇參與「社區遊」或「休閒遊」，第2次報團則須選擇另一組別路線，第1次及第2次報團均可獲津貼280澳門元。完成兩次行程後，居民仍可以原價自費參與任何組別的路線。此外，為照顧特殊人群的需求，歡迎社團、學校等機構主動聯絡工作小組協調報團工作。
傳染病防制暨疾病監測部協調員梁亦好表示，衛生局已就「心出發·遊澳門」活動制訂指引，市民參加活動時需佩戴口罩，並要有綠色健康碼，座位也會有適當安排。
「澳人食住遊」分為兩個體驗，每名澳門居民可獲最多280澳門元本地遊旅費和200澳門元酒店體驗補助一次，「澳人食住遊」與「心出發·遊澳門」防疫指引相同，市民參加活動時需佩戴口罩，並要有綠色健康碼，座位也會有適當安排。如持健康碼「黃碼」及「紅碼」者一律禁止參團。

### 備註
「心出發‧遊澳門」部分特定團設置年齡限制︰
- MA-F 澳航團限5至18歲學生，每位學生最少連同一位、最多兩位大人報名
- MA-C VR 團任何年齡都可以報，但7歲以下無法參與VR項目
- MB-C 新濠影匯線無年齡限制，但蝙蝠俠4D 活動限身高100－195CM
- MA-L 直昇機團，限2歲以上乘坐，不接受32周以上孕婦，每名成年最多帶一名18歲以下乘坐。

## 2020年「心出發‧遊澳門計劃」成效

### 從業員（2020年）
活動已吸引合共一百四十八家澳門旅行社、約七百五十名導遊、逾五百台旅遊大巴和五百位旅遊巴司機，以及逾七百名前線旅遊從業人員參與。 截止8月8日，本澳導遊和旅行社司機平均 1個月出團 5- 6次。

### 報名人數（2020年）
- 首日(6月17日)己有3,135人報名，當中，有4成報名參加社區遊路線和6成參加休閒遊路線。[12]
- 「心出發．澳門遊」 最後一個團（天浪淘園的 MB-H 銀河團）在6月24日下午3點開訂，在開訂10分鐘內已訂滿7及8月份的所有團。[13]
- 截至7月20日報團累計人數87,261，其中社區遊佔34%，休閒遊佔66%。[14]
- 在7月22日，因有1間旅行社利用外掛程式登入“心出發‧遊澳門” 的直升機飛天體驗之旅報名系統，產生大量查詢並導致系統故障。使直升機飛天體驗採取先報名（7月23-26日）後抽籤形式（7月27日）。直至7月25日有逾 2.6萬人報名直升機團，旅遊局已將名額由750名增至1584名，可抽籤的名額為 792個，被抽中的 792人，將按序號優先選擇 7月 31日至 8月 31日的報團日期和時間，每位中籤者可帶 1人參加。若有中籤者放棄報團，將由之後的序號補上。由原來逢週五、週六及週日，增加週三及週四亦出團。[15]旅遊局認為若再增加名額，或會增加直升機公司壓力，而且保養工作需時。[16] 7月26日傍晚6時截止，共有32,008名居民報名，經核實後，最終合資格人數為31,333名，抽籤是合共抽出 1,000人，首 792人可獲 2個參團名額，若出現放棄參團，其餘的 208名候補人士將按順序補上。每班直升機可載客 12人。中籤者將由旅行社個別通知，並須於7月27日至7月29日傍晚 6時前，到所報名的旅行社確定出團日期、隨行人員及交付團費，若中籤者未能於指定時間前完成報名手續，則代表放棄參團。出團人士將於到場時按直升機人員編排的座位就坐，每組 2人基本上都可獲配 1個窗口位置，但基於安全理由，年齡介乎 2歲至 12歲，以及 65歲或以上的乘客將不會被編排窗口位置。[17]
- 項目推出至週三（7月29日）共有約 10.5萬人次報名、445名導遊參與。同時在收回 7,300多份問卷中，有 8成 6的受訪者滿意整體路線安排及導賞服務。
- 旅遊業議會會長胡景光表示，業界肯定本地遊計劃，認為活動舉辦時間合理，因 9月開學，相信居民應沒太大意欲參團。本地遊至今日（8日）約有 12萬人次報名，期望至計劃完結時可有 15萬人次報名。
- 旅遊局長文綺華表示，本地遊 25條路線中只有 4條路線爆滿[18]
- 截至9月23日 ，有逾 14.3萬人次報名遊澳門計劃，出團有 13.1萬人次。[19]
- 10月1日，旅遊局長文綺華表示，報名總人數共 14.4萬人次，目前正核算實際出發人數。[20]
- 旅遊局在10月12日公佈初步數據顯示，“心出發•遊澳門”本地遊項目有近 14萬人次逾 4,300團參與，當中 55至 64歲參加者比例最多，其次是 14歲或以下人士。問卷調查整體滿意度超過 8成5，亦有 8成 5受訪者認同行程加深認識澳門旅遊元素。[21]

### 相關投訴（2020年）
承辦單位接獲 91宗投訴，主要是因天氣等因素調整出團安排及導遊服務。

### 經濟成效（2020年）
本地遊項目為本地市場帶來逾 5,600萬元經濟效益。旅遊局表示，將就本地遊項目對旅遊及相關行業的經濟效益深入廣泛研究，作為未來相關參考。

## 2021年「澳人食住遊」成效

### 概況（2021年）
- 第一階段︰4-6月。 共有6條本地遊路線，包括直升機體驗及遊艇打卡、九澳聖母村古建築群探秘、路環生態保護區科普學習、澳門 VR/ 名人蠟像館體驗、大賽車及回歸博物館，青少年音樂文化欣賞體驗。只於週末及公眾假期開團。
- 第二階段︰7-8月。共有 15條新路線，增至每日出團，其中新增的 5條親子運動DIY路線會有小型賽車場、兒童足球體驗、高爾夫球體驗，製作燒味DIY體驗等；另有路線會提供高空飛索及室內跳傘體驗、紅色旅遊路線如參觀林則徐紀念館，以及海上遊路線等，至於澳門啤酒館路線則預計 8月推出。
- 第三階段︰9月18日-12月31日。經整合的 13條路線，除了週六日及公眾假期出團外，亦增加週一至週五出團的路線。

### 從業員（2021年）
活動已有160間旅行社、近70間酒店及賓館、逾520部旅遊巴士（包括傷健旅遊巴士）、800多位旅遊從業員、超過440名本地導遊、逾520位旅遊巴士司機已登記參與“澳人食住遊”，比去年“心出發•遊澳門”參與業界人數多。
截至6月14日，已有 534名旅遊巴司機、451名本地導遊和 167間旅行社等參與。酒店體驗活動已銷售 9,149份酒店套票，逾2.3萬人次入住。
9月18日，導遊公會理事長李文豪表示，業界對食住遊的反應未及去年（2020年）的“心出發‧遊澳門”好，有 400多名導遊報名參與，實質帶團只有 200至 300人，現時每月只帶1團亦相較以往少。

### 報名人數（2021年）
首階段（4-6月）共有 1.13萬多人報名。
澳人食住遊至8月3日有超過 3.2萬人報名，已出團人數共 23,568人。報名參加 8月份本地遊路線的總人數為 9,335人，當中受疫情影響而取消的人數共 8,514人，已出團人數為 793，其餘為已報名但未能成團。

### 本地遊行程取消（2021年）
2021年8月3日，澳門本地出現四宗已流入社區變種2019冠狀病毒病個案，澳門特別行政區政府旅遊局宣佈取消8月4日至17日“澳人食住遊”本地遊行程，其後在8月17日宣佈繼續取消本地遊行程直至另行通知，至於本地人住酒店計劃維持不變。  涉及有200團取消。9月13日，澳門特別行政區政府旅遊局宣佈澳人食住遊行程於9月18日恢復出團。
2021年9月24日晚上，因應澳門本地再出現已流入社區的確診個案，澳門特別行政區政府旅遊局宣佈取消“澳人食住遊”本地遊行程，復團日期直至另行通知。
2021年10月21日，旅遊局宣佈隨著澳門疫情漸趨穩定，「澳人食住遊」本地遊行程於2021年10月23日起重新出發，目前共有12條路線供澳門本地市民選擇；除了周六日及公眾假期以及周一至周五晚間出團，也有每日出團路線。

## 2022年「澳人食住遊」成效

### 本地遊行程取消（2022年）
2022年6月19日，因澳門爆發大規模聚集性疫情，旅遊局宣佈暫停“澳人食住遊”本地遊行程。
2022年8月6日，旅遊局宣佈因澳門疫情緩和，酒店體驗於當天起可重新報名，8月8日起恢復入住。未享用補助的澳門居民可抓緊暑假參加酒店體驗，與家人輕鬆“宅度假”。每名澳門居民可獲200澳門元酒店體驗補助一次，每間客房最多可使用兩位澳門居民的名額即400澳門元資助金額。在疫情穩定的前提下，“澳人食住遊”本地遊亦將於8月8日起可重新報名，8月15日起恢復出團。每名澳門居民可獲最多280澳門元本地遊旅費補助一次，當中包含100澳門元餐飲卡。團友將於出團當日，獲發餐飲卡自由用餐。原定澳人食住遊活動期為2022年1月29日至8月31日，因6月中出現疫情而暫停，期間受影響而取消的本地遊人數共2,851人，取消酒店套票共5,511間。此外，正研究是否有條件繼續推進“學生研學篇”行程。

### 至2022年8月成效
由2022年1月起至8月29日，合共錄得128,392人次報名「澳人食住遊」項目，其中36,235人次報名參加本地遊，92,157人次住客參與酒店體驗，酒店套票已銷售37,146間。縱因疫情及颱風關係曾先後暫停，仍無減澳門居民趁暑期享受「宅度假」及留澳感受短旅行的興致，8月復辦至昨（29日）共錄得2,135人次報團、酒店套票銷售11,320間涉及30,951人次的住客。

## 酒店體驗
酒店體驗，前身是澳門人住酒店計劃。2020年7月25日，旅遊局局長文綺華被問及澳門人住酒店計劃時表示，近期部份大型渡假村酒店已推出優惠套餐吸引客人，旅遊局與酒店業界商討，經評估後，認為現階段政府無需浪費公帑，有關計劃將會擱置。
2021年4月14日，旅遊局宣佈於澳人食住遊中推出酒店體驗並提供資助，活動期為2021年4月23日至12月31日，周一至日及公眾假期皆可入住。每名澳門居民可獲200澳門元酒店體驗補助一次，每間客房最多可使用兩位澳門居民的名額即400澳門元資助金額。。
2022年“澳人食住遊”的酒店體驗活動方面於1月24日上午10時起接受報名，周一至日及公眾假期皆可入住，活動期至2022年8月31日止 ，每名澳門居民可獲200澳門元酒店體驗補助一次，每間客房最多可使用兩位澳門居民的名額即400澳門元資助金額。

## 橫琴遊

### 2020年
7月31日，旅遊局長文綺華表示，遊橫琴路線爭取最快在 8月中有條件推出，但仍視乎核酸檢測情況而定。
8月8日，旅遊局局長文綺華預計8月份內推出一天遊橫琴路線。橫琴遊將不納入社區遊或休閒遊，只要未用完本地遊 2次津貼名額的居民都可以優惠價參團，參團居民自行做核檢配合出入境措施，目前路線設計已進入尾聲，爭取下週公布詳情。
8月22日，旅遊局局長文綺華表示，橫琴遊工作已準備就緒，目前設計了兩條路線，包括1條居民相對熟悉的景點，以及1條新興景點。但內地目前仍未批準跨境組團，待政策容許，當局爭取盡快推出，有消息會馬上公布。在橫琴新口岸啟用當天，旅遊局已組織旅遊業界逾百名代表到橫琴多個景點“踩點”。她透露，橫琴遊將包括 2條路線，均含有主題公園類的景點； 1條路線會是市民較熟悉的景點，另 1條會是橫琴新興景點。至於團費方面，橫琴方面給予非常優惠的價格，但由於橫琴遊包括交通工具費用以及門票等，團費將與直升機團的團費相若。
9月24日，橫琴遊出境團仍未獲內地批准，因此推出時間仍待定。
9月25日，旅遊局代局長許耀明表示，當局已與橫琴對接好橫琴遊的行程，各項準備就緒，礙於內地對團隊遊仍有限制，推出時間尚待確定。
10月1日，至於橫琴遊項目由於涉及跨境組團和通關模式改變因素，未能按計劃展開。文綺華表示，個人遊較易控制，但團體遊就有很多細節考量，目前本澳要繼續做好防疫措施，釋除內地主管部門擔憂，將繼續努力爭取慢慢恢復跨境組團。

#### 成效質疑
有傳媒質疑橫琴遊對澳門經濟沒有幫助，旅遊局局長文綺華在8月8日稱，有關計劃可為持橫琴執業資格的導遊提供實踐機會，有助開拓本澳導遊發展空間，同時可進一步加強本澳與橫琴旅遊合作。

## 外部連結
澳門心出發